# Estación de Gaudí
Gaudí es una estación del metro de Barcelona que nunca ha dado servicio. Se encuentra entre las estaciones de Sagrada Familia y Sant Pau-Dos de Maig. En el nivel superior se encuentra la sede de las asociaciones de trabajadores jubilados de Transportes Metropolitanos de Barcelona.
La estación se construyó para la línea II en la década de 1960, pero poco más tarde se varió el proyecto para empalmarse y pasar la antigua Línea II a la actual línea 5. Debido a esto, la estación de Sagrada Familia quedaba demasiado cerca, por lo que Gaudí no llegó a utilizarse nunca. Sin embargo es la estación en desuso mejor conservada de la red de Metro. El Ayuntamiento de Barcelona lo ha utilizado para hacer estudios estadísticos de paso de trenes, y también se ha utilizado para hacer rodajes y anuncios publicitarios. En ocasiones especiales TMB ha permitido a los usuarios entrar en la estación con fines conmemorativos.

## Usos actuales
Actualmente, la estación pasa inadvertida para la mayoría de los viajeros, aunque los andenes están casi intactos. Sin embargo las instalaciones del nivel superior se han destinado a otros usos, y también el vestíbulo de la estación que actualmente está ocupado por una sede de jubilados para trabajadores de TMB. Los accesos a la estación también se conservan, uno sirve para acceder a la sede de jubilados y el otro se ha transformado en una salida de emergencia.